# Droga wojewódzka 732
Die Droga wojewódzka 732 (DW 732) ist eine 20 Kilometer lange Droga wojewódzka (Woiwodschaftsstraße) in der polnischen Woiwodschaft Masowien, die Stary Gózd mit Przytyk verbindet. Die Strecke liegt im Powiat Białobrzeski und im Powiat Radomski.

## Streckenverlauf
Woiwodschaft Masowien, Powiat Białobrzeski
-  Stary Gózd (S 7)
- Stary Kiełbów
- Stara Błotnica
- Tursk
- Kaszów

Woiwodschaft Masowien, Powiat Radomski
- Kaszewska Wola
- Suków
-  Przytyk (DW 740)